# Adrian Serioux
Adrian Serioux (Scarborough, Ontario, 12 de mayo de 1979) es un futbolista canadiense, de ascendencia trinitense. Juega de defensa y actualmente se encuentra sin equipo. 

## Selección nacional
Ha sido internacional con la selección de fútbol de Canadá; lleva jugados 19 partidos internacionales y ha anotado un gol.

## Clubes
| Club           | País           | Año       |
| -------------- | -------------- | --------- |
| Toronto Lynx   | Canadá         | 1999-2004 |
| Millwall       | Inglaterra     | 2004-2005 |
| Houston Dynamo | Estados Unidos | 2006      |
| FC Dallas      | Estados Unidos | 2007-2009 |
| Toronto FC     | Canadá         | 2009      |
| Houston Dynamo | Estados Unidos | 2010      |

- Datos: Q374176
- Multimedia: Adrian Serioux / Q374176